# Pohraniční policie
Pohraniční policie je složka státní moci, která danému státu pomáhá zajistit národní bezpečnost. Jejím účelem je zajišťování hraničních kontrol a obecně bezpečnosti na státní hranici. V některých státech jsou součástí pohraniční policie také pobřežní stráž (například v Německu, Itálii nebo na Ukrajině) a složky vykonávající pátrací a záchranné činnosti. V případě válečného konfliktu mohou být složky pohraniční policie zařazeny pod velení armády daného státu. 
V Česku (respektive v Československu) fungovala v době komunistického režimu ozbrojená složka zvaná Pohraniční stráž, která je známá zejména díky svému střežení československé státní hranice ležící na Železné oponě. Dnes v Česku funguje Ředitelství služby cizinecké policie, složka Policie České republiky, která se specializuje na problematiku cizinců nelegálně pobývajících v zemi; pohraniční stráž byla v Česku totiž zrušena v roce 1991, v roce 2007 se navíc Česko stalo součástí Schengenského prostoru a ze všech sousedních států České republiky je tak za standardních podmínek umožněn volný vstup všech cestujících.
Pohraniční policie může v kontextu státní hranice také vykonávat úlohu celní správy.